# Pizzica

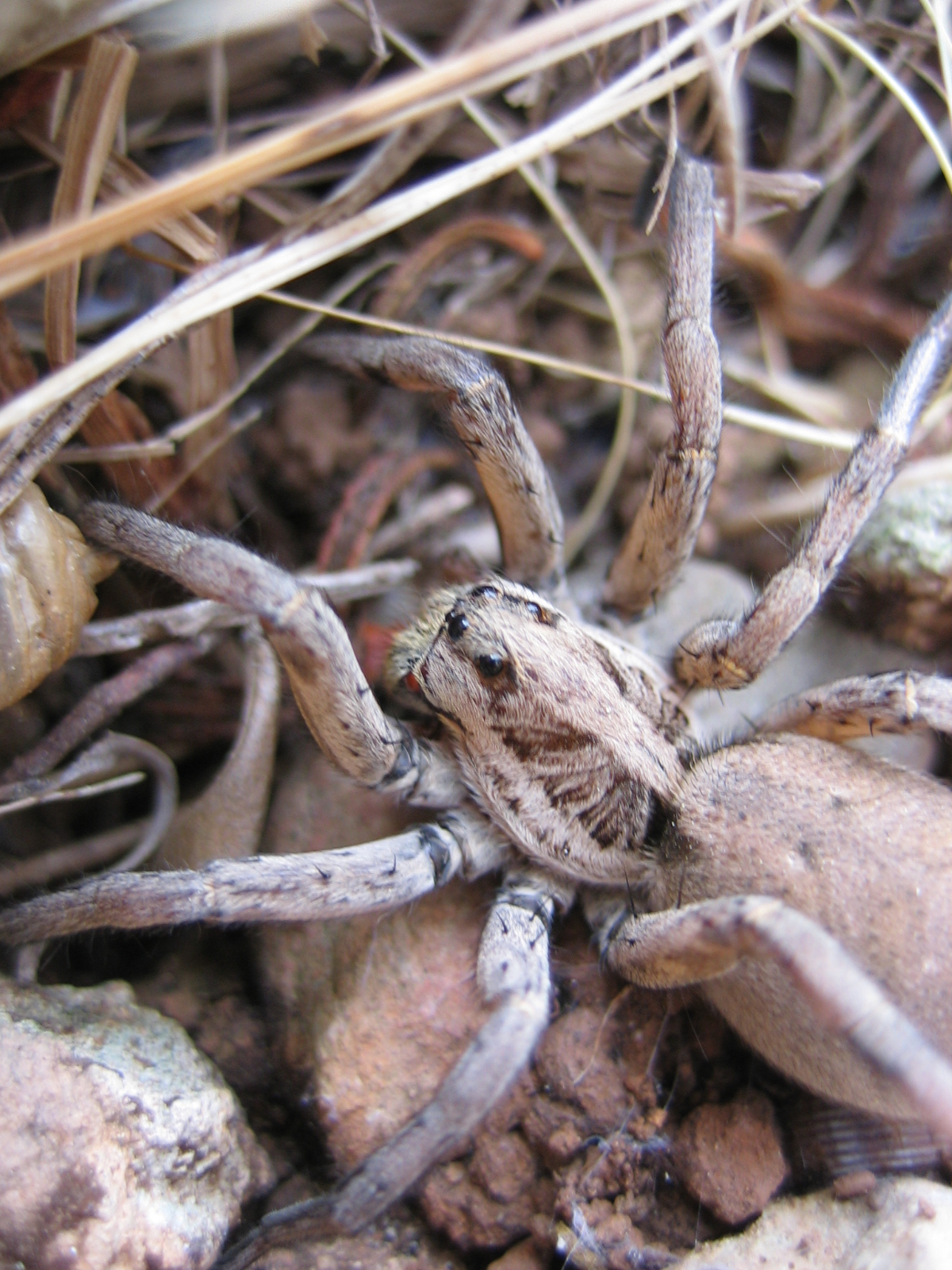
Tarantel im Feld

Die Pizzica ist ein ursprünglich therapeutischer Tanz mit 
mythischen Wurzeln, der heute als italienischer Volkstanz der italienischen Halbinsel Salento im Süden Apuliens getanzt wird. Der Name stammt vom italienischen Wort „pizzicare“ ab, das „stechen“ oder „beißen“ bedeutet. Die Pizzica gehört zu den Tarantella-Tänzen.

## Geschichte
Der Ursprung dieses Tanzes geht auf das Ende des 14. Jahrhunderts zurück, als die Bevölkerung vom Salento auf dem Land arbeitete und in engem Kontakt mit der Natur war, wo auch Taranteln lebten. Ursprünglich galt der Tanz als Heilungsritual nach dem Biss einer Tarantel, welcher der Bevölkerung bei der Feldarbeit in den Sommermonaten drohte.
Erzählungen zufolge eilten die lokalen Musiker zum Haus des Gebissenen und spielten auf ihren Instrumenten, die traditionellerweise Geigen, Mandolinen, Gitarren, Flöten, Harmonikas und Tamburine waren. Dort musizierten sie zuerst langsam und der Gebissene, der zu diesem Zeitpunkt meist bereits unter hohem Fieber litt, begann zu tanzen.
Der streng im Dialekt gesungene Text begleitet den mitreißenden Rhythmus. Mit der schneller werdenden Musik werden auch die Schritte des Tanzenden schneller. Ziel war es, das Gift mit der Kraft der Bewegung und des Schweißes auszutreiben. Meist tanzten die Familienmitglieder und Dorfbewohner zum Ausdruck ihrer Solidarität mit, bis der Gebissene auf dem Boden erschöpft zusammenbrach und hoffentlich geheilt war.

## Der Tanz
Im Pizzicatanz (genannt Pizzica Pizzica) findet sich der Stolz der apulischen Frauen genauso wieder wie das Werben um sie, das Spielen der Geschlechter miteinander und der Respekt vor den Grenzen der Persönlichkeiten und Sitten. Die Pizzica ist ein Umwerbungstanz, in dem das Taschentuch ein unentbehrliches Zubehör ist, womit der Partner animiert wird. Das Winken mit dem Taschentuch belebt den Tanz, in dem die männlichen und weiblichen Rollen sehr klar ausgeprägt sind. Der Mann muss seine Kraft und Männlichkeit durch die Bewegung der oberen Gliedmaßen ausdrücken, Umarmungen vortäuschen, ohne die Dame zu berühren, die dagegen den Partner lockt und zur Umwerbung einlädt.
Die Pizzica ist ein Tanz, der in der Lage ist, das Lebensgefühl der Menschen zu transportieren, weshalb der Tanz auch heute eine große Popularität erfährt. Diese wichtige Volkstradition wird jedes Jahr im August mit dem Fest La Notte della Taranta gefeiert.

## Bekannte Musikgruppen der Pizzica
- Alla Bua
- Anna Cinzia Villani
- Antonio Castrignanò
- Canzoniere Grecanico Salentino
- Enza Pagliara
- Mascarimirì
- Officina Zoè
- Tamburellisti di Torre Paduli

## Musik und Film
- Pizzica Videos & Musik
- Pizzicata, Edoardo Winspeare, Saietta film e Fratelli Guerci Sammarco, 1995, Italia Germania